# 弗拉斯卡罗洛
弗拉斯卡罗洛（義大利語：Frascarolo），是意大利帕维亚省的一个市镇。总面积23平方公里，人口1248人，人口密度54.3人/平方公里（2009年）。国家统计（ISTAT）代码为018065。